# Cacciatori di uragani

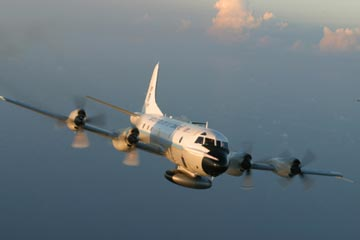
A NOAA WP-3D Orion aereo per il monitoraggio del tempo atmosferico

Cacciatori di uragani, cacciatori di tifoni, o cacciatori di cicloni sono equipaggi di aerei che volano all'interno di cicloni tropicali per raccogliere dati atmosferici. Negli Stati Uniti le organizzazioni di queste missioni sono il 53º Squadrone di Sorveglianza del Tempo dell'Air Force Reserve Command e il NOAA Hurricane Hunters della National Oceanic and Atmospheric Administration (NOAA). Tali missioni sono state anche effettuate da unità della Marina e da altre unità dell'Air Force.
Anche altre organizzazioni compiono simili missioni, come ad esempio, il Government Flying Service di Hong Kong.
Il primo volo all'interno di un uragano ebbe luogo nel 1943 quando un pilota-addestratore volò per scommessa in un uragano di categoria 1 presso Galveston, nel Texas.
In passato, prima che i satelliti fossero utilizzati per scoprire uragani tropicali, aerei militari compivano voli di routine per scoprire tracce di riconoscimento di formazioni di cicloni tropicali. Mentre i moderni satelliti hanno migliorato le capacità dei meteorologi di individuare i cicloni prima che essi si formino, aerei sono in grado di misurare la pressione atmosferica interna di un uragano e di fornire accurate informazioni e dati sulla velocità del vento, necessari per prevedere con precisione lo sviluppo e i movimenti di un uragano.

## Unità

### USAFR 53º WRS
Il 53º Weather Reconnaissance Squadron (Squadrone di riconoscimento del tempo, WRS) della Air Force Reserve, unica unità militare operativa di riconoscimento del tempo, ha la sua base presso la Keesler Air Force Base a Biloxi, nel Mississippi, e molti voli per il riconoscimento del tempo atmosferico partono di qui. Il termine "cacciatori di uragani" (hurricane hunters) fu applicato per la prima volta in una missione del 1946.
I "cacciatori di uragani" della USAFR volano in missioni di riconoscimento del tempo atmosferico in un'area a metà strada tra l'Oceano Atlantico e le Isole delle Hawaii, e hanno avuto l'occasione di volare all'interno di tifoni sull'Oceano Pacifico, raccogliendo dati all'interno di tempeste di vento.
I "cacciatori di uragani" del 53º WRS utilizzano dieci aerei a elica Lockheed WC-130J, che volano direttamente dentro gli uragani, penetrando nell'occhio dell'uragano più volte per missione, ad altezze tra i 150 e i 3000 metri s.l.m.

### NOAA Hurricane Hunters
I membri civili e gli equipaggi del NOAA Corps del NOAA Hurricane Hunters, originariamente con base all'Aircraft Operations Center al MacDill AFB di Tampa, in Florida, compiono principalmente sorveglianza, ricerca e riconoscimento con aeromobili dotati di molti strumenti, compresi radar meteorologici Doppler, sia nelle tempeste sull'Atlantico che sul Pacifico. Nel giugno 2017 i "cacciatori" si spostarono in una nuova sede al Lakeland Linder International Airport in Lakeland, Florida, dopo essere stati al MacDill dal 1993. Essi utilizzano due velivoli Lockheed WP-3D Orion, laboratori volanti dotati di moltissimi strumenti e modificati per misure atmosferiche e radar dentro cicloni tropicali e tempeste invernali, e un aviogetto G-IV Gulfstream per elevate altezze sopra i 12 km per documentare i venti dei livelli superiori e inferiori che condizionano i movimenti del ciclone. I modelli informatici che prevedono tracce e intensità degli uragani, utilizzano principalmente sonde a caduta G-IV che raccolgono giorno e notte dati negli uragani che riguardano gli Stati Uniti.

### Government Flying Service Hong Kong
Dal 2009 il Government Flying Service di Hong Kong (GFS) ha condotto regolari voli per la raccolta di dati in collaborazione con l'Osservatorio di Hong Kong. Nel 2011, la collaborazione tra GFS e l'Osservatorio si estese a voli di riconoscimento per ottenere dati sul tempo per i cicloni tropicali sul Mar Cinese Meridionale. Nel settembre 2016 fu introdotto il sistema di sonde a caduta, che raccolgono dati extra meteorologici sui cicloni tropicali per migliorare il monitoraggio dei tifoni.

## Storia

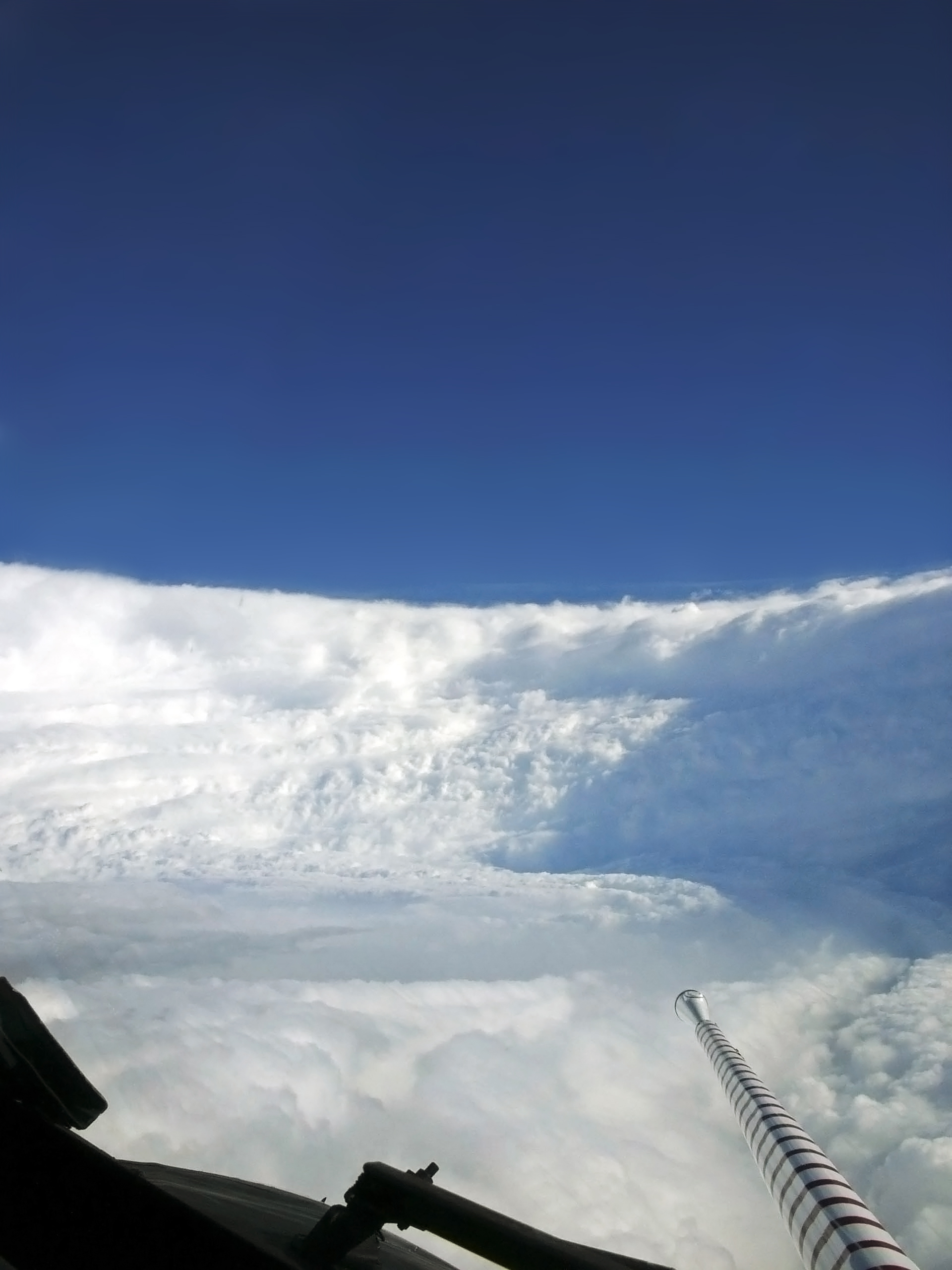
Veduta dell'occhio dell'Uragano Katrina presa il 28 agosto 2005 da un NOAA P-3.

Tra i tipi di velivoli che sono stati usati per investigare gli uragani, vi è un Lockheed U-2 volato nell'uragano Ginny durante la stagione degli uragani sull'Atlantico del 1963. Altri tipi di velivoli comprendono l'A-20 Havoc, 1944; il B-24, 1944–1945; il B-17, 1945–1947; il B-25, 1946–1947; il B-29, 1946–1947. Il WB-29, 1951–1956; il WB-50, 1956–1963; il WB-47, 1963–1969; il WC-121N 1954–1973; il WC-130A, B, E, H, 1965–2012.
L'idea di velivoli per il riconoscimento di uragani fu proposta dal Capitano W. L. Farnsworth della Galveston Commercial Association all'inizio degli anni 1930.  Sostenuta dal National Weather Service, lo Storm Patrol Bill passò sia al Senato che alla Camera dei rappresentanti degli Stati Uniti il 15 giugno 1936.

### 1943, l'uragano Surprise
L'uragano Surprise del 1943, che colpì Houston, nel Texas, durante la Seconda guerra mondiale, vide il primo volo meteorologico intenzionale dentro un uragano. Esso ebbe luogo per scommessa.
In quell'estate, piloti inglesi venivano addestrati al volo strumentale presso la base dell'Air Force a Bryan Field. Quando videro che gli Americani stavano evacuando i loro velivoli da addestramento AT-6 Texan di fronte alla tempesta, iniziarono a discutere sulla costruzione di aerei. Il capo istruttore, colonnello Joe Duckworth decollò su uno dei velivoli da addestramento e volò dritto nell'occhio del ciclone. Dopo che egli era rientrato sano e salvo insieme all'ufficiale navigatore Lt. Ralph O'Hair, l'ufficiale meteorologo della base, ten. William Jones-Burdick, prese il posto del navigatore e con il colonnello Duckworth volò nel ciclone.
Il volo mostrò che voli di riconoscimento degli uragani erano possibili e ulteriori voli di questo tipo continuarono occasionalmente.
Nel 1946, il nomignolo Hurricane Hunters fu usato per la prima volta e l'Air Force e poi l'Air Force Reserve lo hanno usato da allora.

### VW-4

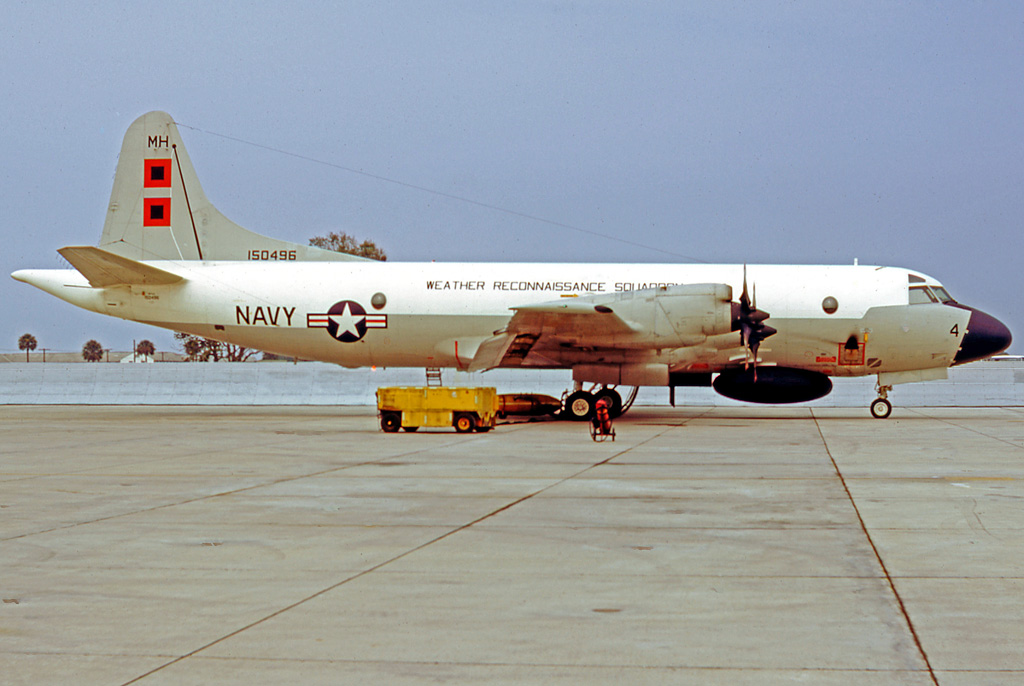
Lockheed WP-3A Orion, aereo da sorveglianza del tempo dello Squadrone VW-4 nella sua base di NAS Jacksonville in Florida nel 1974

Lo Squadrone n.o 4 per la sorveglianza del tempo VW-4 / WEARECORON FOUR della Marina degli Stati Uniti fu il settimo della Marina degli Stati Uniti dedicato alla sorveglianza del tempo.
I suoi equipaggi volarono con parecchi tipi di velivoli, ma il WC-121N "Willy Victor" fu il più sovente associato ai voli nell'"occhio del ciclone". Lo squadrone volò con i WC-121 tra la fine del 1954 e il 1972. Il VW-4 perse un velivolo e il suo equipaggio entrando nell'uragano Janet, e un altro subì gravi danni in una tempesta, ma ancorché gravemente danneggiato il Willy Victor (MH-1) portò l'equipaggio a casa, ma non volò più. Negli anni dal 1973 al 1975, il VW-4 utilizzò il velivolo turboelica Lockheed WP-3A Orion.

### Uragano Katrina
L'uragano Katrina il 29 agosto 2005 devastò la base dell'aeronautica Keesler, sede del 53º WRS. Le apparecchiature e il personale dello squadrone volavano dalla base di Dobbins vicino ad Atlanta. Nonostante le gravi perdite di apparecchiature, lo squadrone non mancò mai una missione dal National Hurricane Center. Da allora il 53º ritornò a Keesler.

## Perdite di velivoli e di equipaggi
- 1º ottobre 1945 – Un Consolidated PB4Y-2 Privateer (Bureau Number: 59415) di VPB-119 della Marina degli Stati Uniti cadde in un tifone di Categoria 1 sul Mar Cinese Meridionale. Sei dei sette membri dell'equipaggio morirono.[9]
- 26 ottobre 1952 - Un Boeing WB-29 Superfortezza (Numero di Serie: 44-69970) della United States Air Force, appartenente al 54º Weather Reconnaissance Squadron, andò perduto nella stagione dei tifoni 1952 sull'Pacifico con 10 uomini a bordo.[10]
- 16 dicembre 1953 – Un Privateer Consolidated PB4Y-2 (Bureau Number: 59716) della Marina statunitense appartenente all'Airborne Early Warning Squadron (VW-3) andò perduto durante un intervento di analisi del Super Tifone Doris.  Tutti i nove membri dell'equipaggio morirono.[11]
- 26 settembre 1955 – Un Lockheed P2V Neptune della Marina degli Stati Uniti, appartenente allo Airborne Early Warning Squadron Four (VW-4) scomparve nell'Uragano Janet sul Mar dei Caraibi con nove membri della Marina e due giornalisti canadesi a bordo.[12]
- 15 gennaio 1958 - Una Superfortezza Boeing WB-50 (Numero di serie: 49-295) della United States Air Force, appartenente al 54º Weather Reconnaissance Squadron, cadde a sudest dell'isola di Guam mentre volava sul Pacifico nel super Tifone Ofelia, con nove uomini a bordo.[13]
- 12 ottobre 1974 - Nel 1974, un recentemente convertito Lockheed WC-130 Hercules (Numero di serie: 65-0965) fu trasferito al 54º Weather Reconnaissance Squadron, i "Cacciatori di tifoni", alla Andersen Air Force Base a Guam. Il velivolo fu inviato ad analizzare il Tifone Bess. L'aereo partì dalla Base Aerea di Clark nelle Filippine con l'indicativo di riconoscimento "Swan 38". Il contatto radio con il velivolo si perse il 12 ottobre 1974, apparentemente come se il velivolo fosse diretto nell'occhio del tifone per fissarne una seconda volta la posizione. Non vi furono messaggi trasmessi che indicassero un'emergenza a bordo e le squadre di ricerca non riuscirono a localizzare il velivolo o il suo equipaggio. Tutti i sei membri dell'equipaggio furono dati per deceduti in azione.[14]  Swan 38 fu il solo WC-130 perso in una tempesta.